# Gare de Welling
La gare de Welling (en anglais : Welling railway station), est une gare ferroviaire de la Bexleyheath line (en), en zone 4 Travelcard. Elle  est située sur la Station Approach à Welling, dans le borough londonien de Bexley, sur le territoire du Grand Londres.
C'est une gare Network Rail desservie par des trains Southeastern.

## Situation ferroviaire
Établie à 56 mètres d'altitude, La gare de Welling est située sur la Bexleyheath line (en), entre les gares de Falconwood, en direction du terminus Lewisham, et de Bexleyheath, en direction du terminus gare de Dartford (en). Elle dispose de deux voies encadrées par deux quais latéraux.

Plans : de la ligne et du réseau des transports à Londres
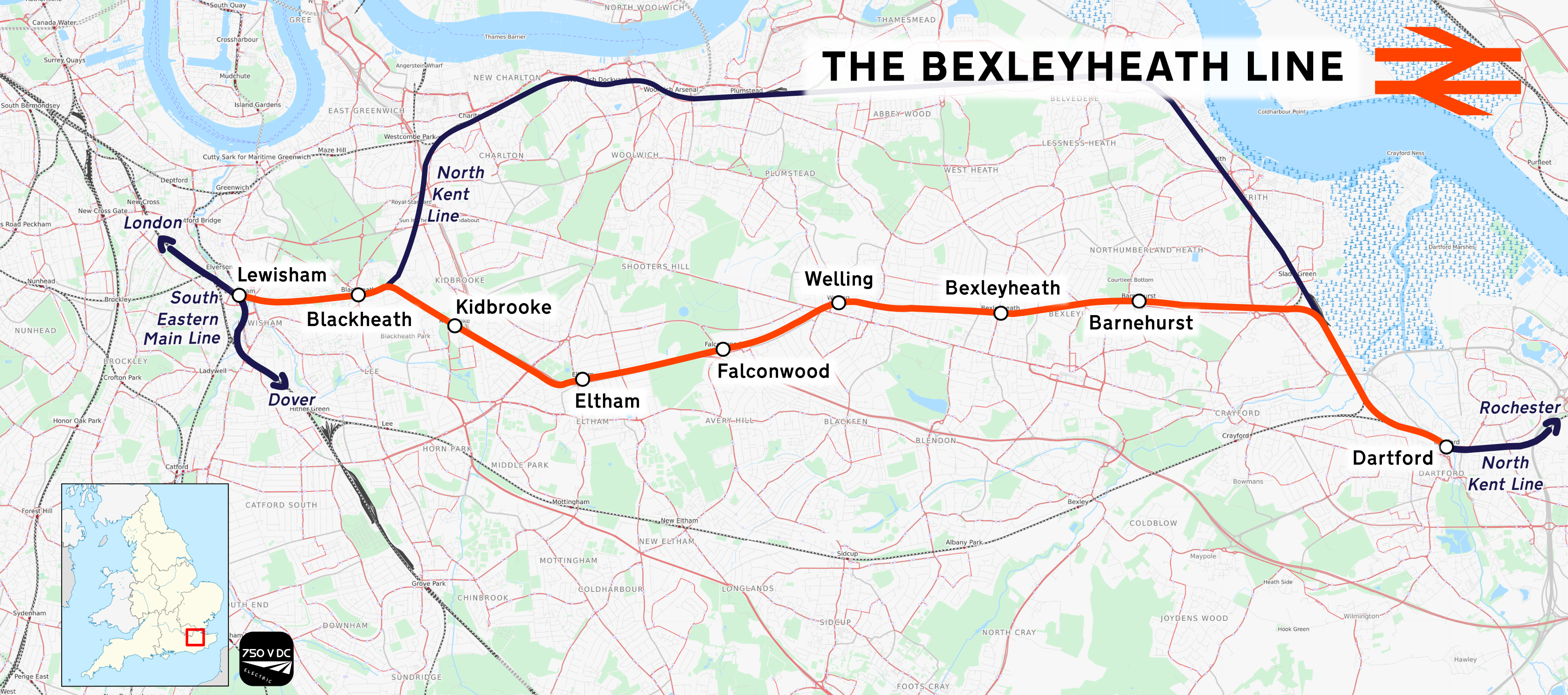
Bexleyheath line.
Réseaux de Londres.

## Histoire
La gare de Welling est mise en service le 1er mai 1895.

## Service des voyageurs

### Accueil
La gare dispose d'une entrée principale sur la Station Approach à Welling.

### Desserte
La gare de Welling est desservie par : des trains Southeastern en provenance ou à destination des gares de : Barnehurst, Cannon Street, Charing Cross, Dartford et Londres-Victoria.

Installations
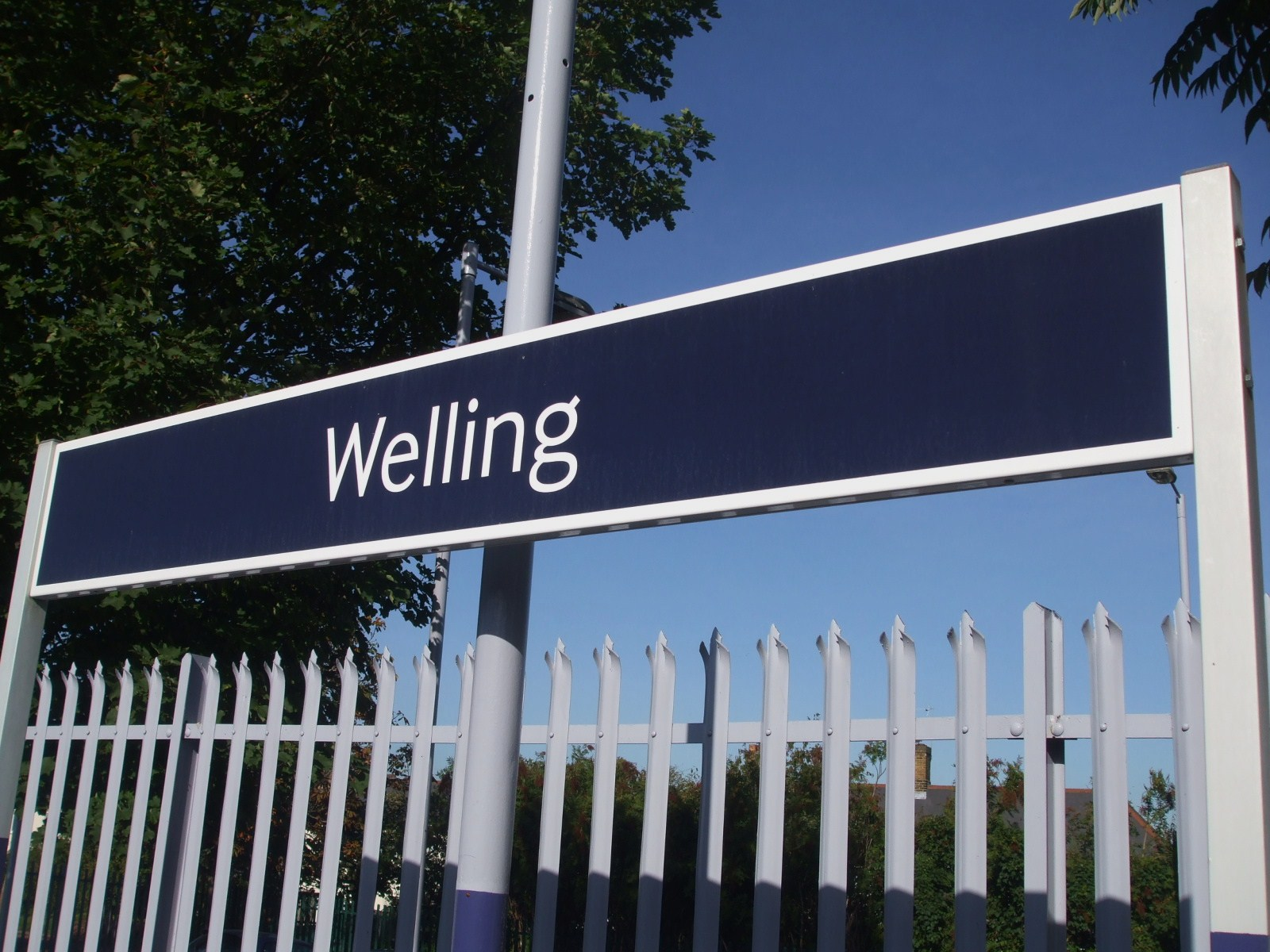
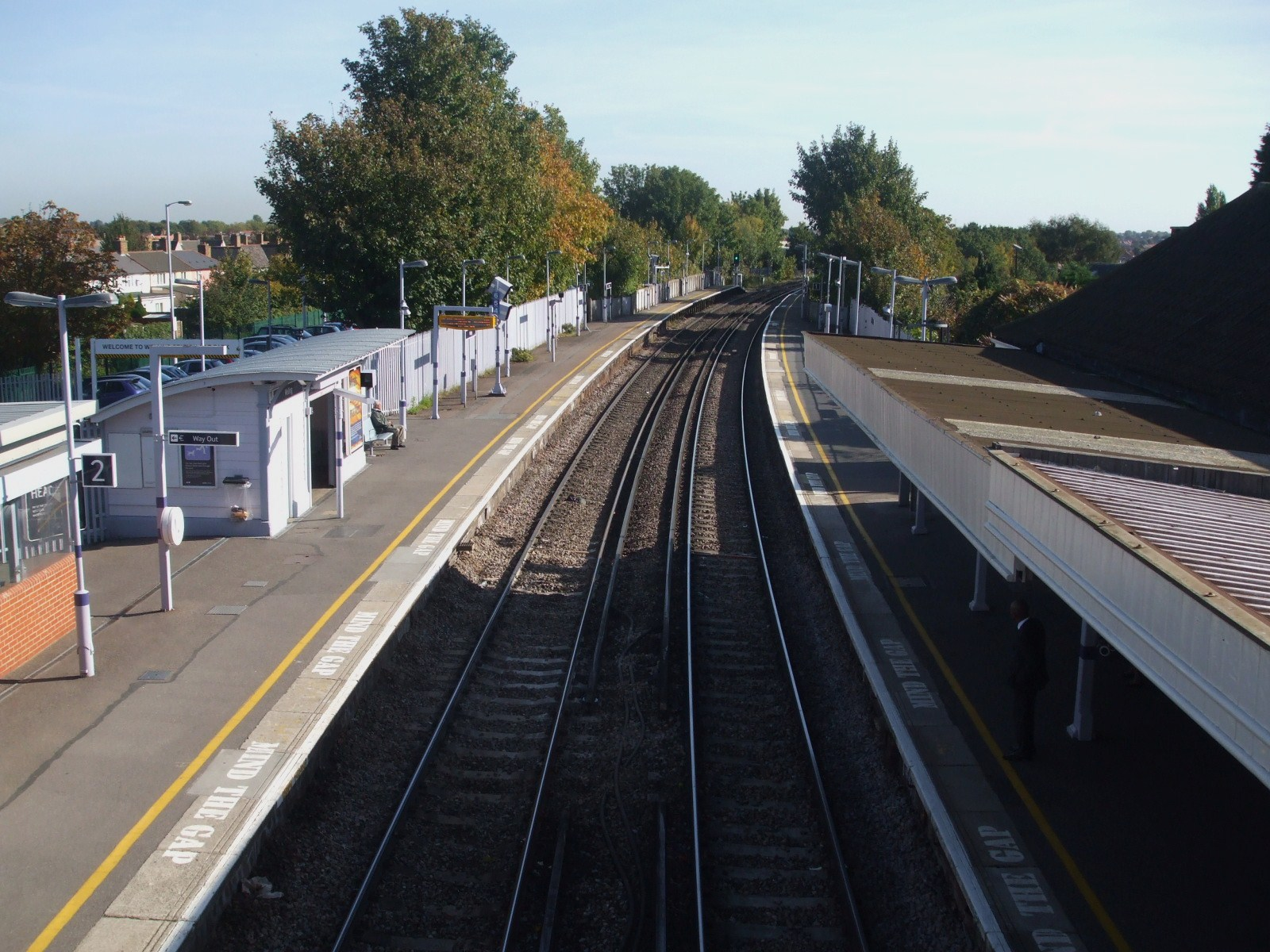
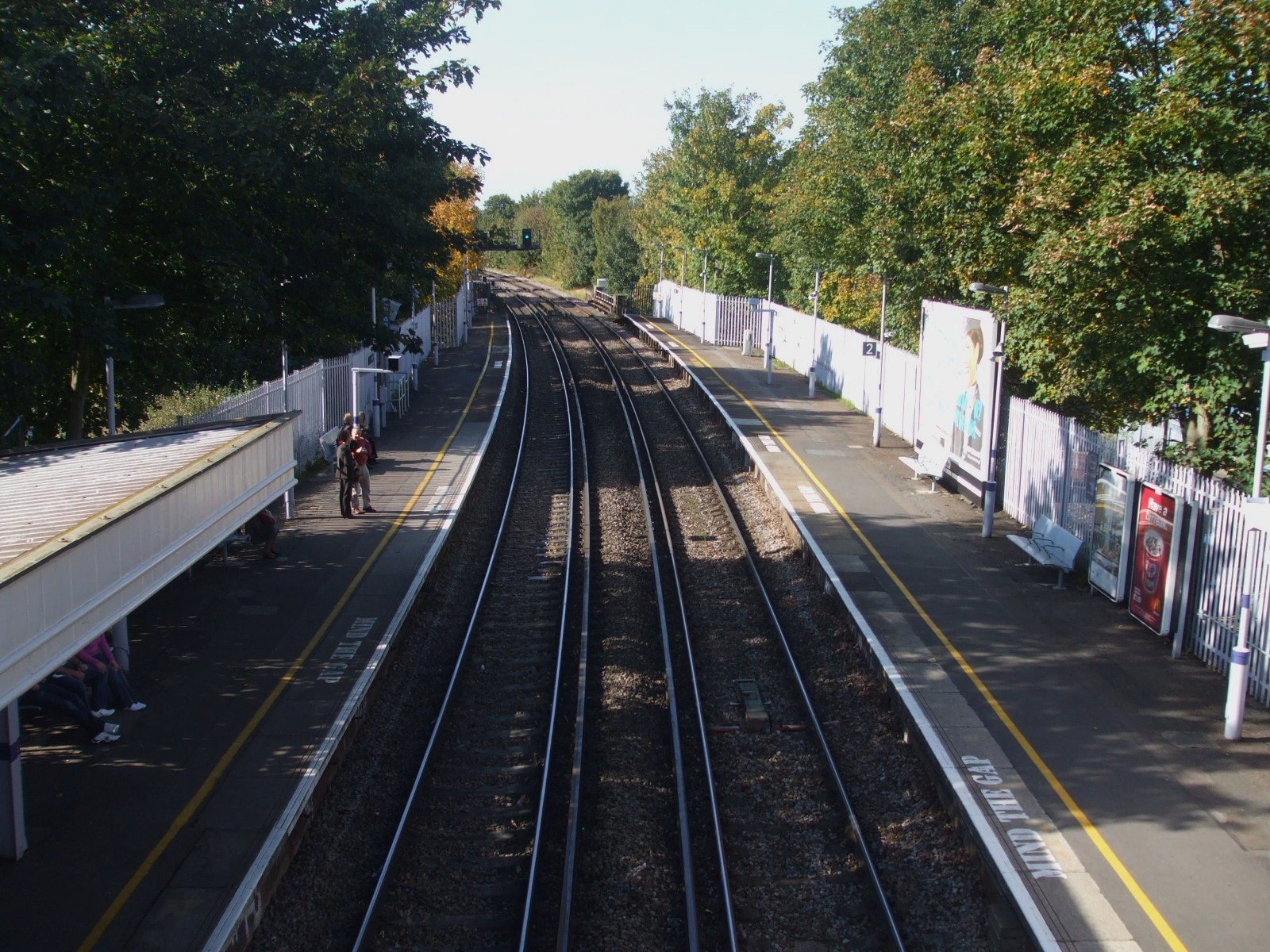

### Intermodalité
Elle est desservie par des autobus de Londres des lignes : 51, 625 et 658.